# Льяловский, Юрий Андреевич Меньшой
Князь Юрий Андреевич Льяловский по прозванию Меньшой — воевода во времена правления Василия III Ивановича, правительницы Елены Васильевны Глинской при малолетнем Иване IV Васильевиче Грозном.
Из княжеского рода Льяловские. Младший сын князя Андрея Ивановича Льяловского по прозванию "Сорока" (по владению селом Сороки). Имел старшего брата, князя Юрия Андреевича Большого.

## Биография
Его службы полностью повторяют службы старшего брата, князя Юрия Большого. В 1531 году второй воевода войск правой руки в Галиче, откуда ходил в поход против казанцев. В 1532 году воевода войск левой руки там же. В этом же году упомянут воеводой в походе из Чухломы за касимовскими татарами. В 1534 году второй воевода войск правой руки в походе на Унжу, где участвовал в бою с казанскими татарами.
По родословной росписи показан бездетным.

## Критика
В поколенной росписи поданной в 1682 году в Палату родословных дел князь Юрий Андреевич Меньшой, вместе со своим братом князем Юрием Большим не упомянуты.